# Al-Hadd
al-Hadd (arabiska: اَلْحَدّ) är en ort i Bahrain. Den ligger i Muharraqprovinsen, på ön Muharraq i den norra delen av landet. Antalet invånare är omkring 13 000.